# タイソン・ゲイ
タイソン・ゲイ（英語: Tyson Gay, 1982年8月9日 - ）は、アメリカ合衆国の元陸上競技選手（短距離）。ケンタッキー州レキシントン出身。身長181cm、体重80kg。

## 経歴
幼い頃は地域の野球クラブに所属。当時から足が速く、盗塁を得意としていた。中学3年生（15歳）の時に、陸上クラブに所属していた1歳上の姉の影響で陸上を始める。
高校では陸上部に所属し、100mのケンタッキー州チャンピオンに1999年から3年間輝いている。しかし、全国大会では5位に入ったのが最高で、高校時代の自己ベストは100mが10秒46、200mが21秒23だった。陸上部の活動がない時期にはアメフト部にも所属していた。
当時の体重は短距離選手としては痩せている65kgほどで、そのせいもあって大学進学の際に強豪校からのスカウトはなかった。そんな中、バートン・コミュニティ大学（2年制）のコーチだったランス・ブラウマンから声をかけられ、2002年に同大学へ進学。1年時にJUCO（2年制大学の全国大会）で100mと200mの2冠を達成。この年は全米選手権にも初出場を果たし、10秒28（+2.4）をマークして5位に入っている。2年時はコーチのランス・ブラウマンが強豪校であるアーカンソー大学に移ってしまい、怪我の影響もありJUCOの連覇を逃すなど結果を残せなかった（100mが3位、200mが2位）。2003年にアーカンソー大学に編入した。
2005年、この年専念していた200mで、19秒93の自己記録（当時）を出す。
2005年、フィンランドのヘルシンキで行われた世界陸上200mで、4着となる。1位から4位までをアメリカ勢が独占したものの、ゲイはアメリカ人選手の中で唯一メダルをもらえなかった。
2006年7月11日、スイスのローザンヌで開かれたIAAFグランプリ200mで19秒70の世界歴代5位（当時）・自己記録（当時）で2着となる。優勝は19秒63の世界歴代2位（当時）を記録したゼイビアー・カーターである。
2006年8月18日、スイスのチューリッヒで行われたレースで100m9秒84、世界歴代3位タイ（当時）・自己記録（当時）の好タイムで2位となる。優勝は9秒77の世界記録タイ（当時）を記録したアサファ・パウエルである。
2006年9月10日、ドイツのシュトゥットガルトで行われた200mでフランク・フレデリクスと並ぶ19秒68（世界歴代3位タイ（当時）・自己記録（当時））を記録する。
2007年、インディアナポリスで行われた全米選手権では、100mは向かい風0.5m/sの中9秒84世界歴代3位タイ（当時）・自己記録タイ（当時）・大会新で優勝し、200mでも向かい風0.3m/sの中19秒62（世界歴代2位（当時）・自己記録（当時）・大会新）で優勝し、二冠達成。
2007年の世界陸上大阪大会では、8月26日の100m決勝で、前半リードしたアサファ・パウエルを後半追い抜いて9秒85(-0.5 m/s)で優勝し、8月30日の200mも向かい風0.8m/sの中19秒76の大会新記録（当時）で優勝、9月1日の4×100mリレーでも37秒78で優勝（第3走者）し、モーリス・グリーン以来の世界陸上三冠を達成した。
2008年5月31日、アメリカ、ニューヨーク州の大会の100mで、追い風1.7m/sの好条件下で自己ベストに迫る9秒85を記録する。優勝は9秒72の世界新記録（当時）を記録したウサイン・ボルトである。
2008年、全米陸上競技選手権で、100mで、6月28日の2次予選で、追い風1.6m/sの好条件下、ゴール手前で流しながらも9秒77の米国新記録（当時）（世界歴代3位（当時）・自己記録（当時））を出し、翌日29日に行われた決勝では追い風4.1m/sという強風の中、9秒68（追い風参考記録）という驚異的なタイムで優勝。しかし7月6日の200m2次予選では、左太ももの肉離れで30m付近で転倒し途中棄権となり、200mでの北京オリンピックの出場を逃した。
2008年8月16日、北京オリンピック100m準決勝で、故障の影響もあってまさかの5位に終わり、決勝進出を逃した。アンカーとして出場した4×100mリレーでも、バトンミスで途中棄権となり、予選落ちした。
2009年5月2日、アメリカ、テキサス州のレースで、400mで45秒57（自己記録（当時））を記録する。
2009年5月30日、アメリカ、ニューヨーク州で行われた200mのレースで、19秒58(+1.3 m/s)（世界歴代3位・自己記録）を記録した。
2009年8月16日、2009年世界陸上競技選手権大会100m決勝で、9秒71(+0.9 m/s)（世界歴代2位（当時）・米国新記録（当時）・自己記録（当時））という好タイムを出すも2着となる。2着のタイムとしては歴代最高記録。優勝は9秒58（世界新記録）を記録したウサイン・ボルトである。
2009年9月20日、中国、上海で行われた100mのレースで、9秒69(+2.0 m/s)（世界歴代2位・米国新記録・自己記録）を記録した。
2010年4月17日、アメリカ、フロリダ州のレースで、400mで44秒89（自己記録）を記録する。これにより、100m9秒台、200m19秒台、400m44秒台を達成した史上初の選手となった。
2010年5月16日、マンチェスターで開催された直線コースの200mのレースで19秒41を記録し、トミー・スミスが1966年に記録した19秒50を上回る世界最高記録となった。同大会では、1年前の5月17日にウサイン・ボルトが直線コースの150mのレースで、14秒35の世界最高記録を記録している。
2012年8月、ロンドン五輪に出場。100mは4着でメダルを逃したが、3走を務めた4×100mリレーで2着となり、悲願の五輪初メダルとなる銀メダルを獲得したが、のちに自身の薬物規定違反によりこのメダルは剥奪される。
2013年7月14日、ドーピング（禁止薬物使用）検査で陽性反応を示し、8月の世界陸上選手権（モスクワ）に出場できなくなったことが明らかとなった。
2014年5月2日、昨年の薬物規定違反によってUSADAから1年間の出場停止処分を受けた。処分は薬物検査で陽性反応を示した2013年6月23日にさかのぼって適用される。禁止薬物を初めて使用した2012年7月15日以降の記録は抹消され、ロンドン五輪の銀メダルも剥奪された。出場停止処分は2年に及ぶ可能性があったが、調査に協力したことが認められて1年に短縮された。
2021年、引退

## 人物
- ヘルシンキ世界大会の200mではアメリカ勢が上位を独占するなか4位に終わり、ただ1人メダルを獲得できなかった。本人曰く最も悔しかった出来事と語っていた。
- 課題とされていたスタートダッシュを克服するため、かつてスタートの天才といわれていたジョン・ドラモンドに指導を受ける。
- その後、頭角を現し見事、大阪世界陸上では100m、200m、400mリレーの三冠を達成した。
- 謙虚な人格が評価されている。
- 彼は最速よりも最強の選手になりたいとも語っていた。実際世界陸上2007大阪大会では当時100mの世界記録保持者だったアサファ・パウエルを打ち負かした。
- 後半追い込み型の選手であり、特に50mを超えてからの追い込みが凄まじい。
- 世界陸上ベルリン大会では、股関節に痛みを抱え、痛み止めを打ち続けての苦しい出場だったが、故障を抱えながらも自己ベストを更新し、レース後の記者会見で「万全の状態で臨めれば今でも世界記録を出す自信がある。」と語った[3]。
- また、ボルトに敗れたものの、敗北を潔く認め、勝者であるボルトを讃える姿勢が人気を高めた。
- ベルリンの世界選手権200mは、股関節に痛みがあることからリレーに懸ける為に棄権した。しかし、ゲイが出場しなかった予選で、アメリカはバトンミスにより北京オリンピックに続き失格となってしまう。このせいで、前回大会では金メダル3個だったゲイは、100mの銀メダル1個しか獲得できないことになった。
- 大きな歩幅でスピードを稼ぐウサイン・ボルトに対し、タイソン・ゲイは足の回転率の高さでスピードを稼いでいる。

参考までに、2009年の100m走ではタイソン・ゲイが9秒71で46歩でゴール(1歩平均0.2110秒)、ウサイン・ボルトは9秒58で41歩でゴール(1歩平均0.2336秒)である。

## 家族
- 娘のトリニティも陸上の短距離選手だったが、2016年10月16日に偶然銃撃戦に巻き込まれ、15歳で死去した[4]。

## 自己記録
- 100m : 9秒69 (+2.0 m/s)（2009年9月20日、世界歴代2位）中国,上海
- 100ｍ9秒68(＋4.1 m/s)（2008年6月29日、追い風参考記録)アメリカ
- 200m : 19秒58 (+1.3 m/s) （2009年5月30日、世界歴代7位）アメリカ合衆国,ニューヨーク州
- 400m : 44秒89 （2010年4月17日）アメリカ合衆国,フロリダ州

## 主な成績
- 備考欄の記録は当時のもの

| 年   | 大会                                | 場所               | 種目    | 結果     | 記録            | 備考                        |
| ---- | ----------------------------------- | ------------------ | ------- | -------- | --------------- | --------------------------- |
| 2002 | 北中米カリブU25陸上選手権 (en)      | サンアントニオ     | 4x100mR | 優勝     | 37秒79 (3走)    | 大会記録                    |
| 2005 | 世界陸上選手権                      | ヘルシンキ         | 200m    | 4位      | 20秒34 (-0.5)   |                             |
| 2005 | 世界陸上選手権                      | ヘルシンキ         | 4x100mR | 予選     | DNF (3走)       |                             |
| 2005 | ワールドアスレチックファイナル (en) | モナコ             | 200m    | 優勝     | 19秒96 (-1.5)   | 大会記録                    |
| 2006 | ワールドアスレチックファイナル (en) | シュトゥットガルト | 200m    | 優勝     | 19秒68 (-0.1)   | 大会記録                    |
| 2006 | ワールドカップ (en)                 | アテネ             | 100m    | 優勝     | 9秒88 (+1.1)    |                             |
| 2006 | ワールドカップ (en)                 | アテネ             | 4x100mR | 優勝     | 37秒59 (3走)    | 大会記録                    |
| 2007 | 世界陸上選手権                      | 大阪               | 100m    | 優勝     | 9秒85 (-0.5)    |                             |
| 2007 | 世界陸上選手権                      | 大阪               | 200m    | 優勝     | 19秒76 (-0.8)   | 大会記録                    |
| 2007 | 世界陸上選手権                      | 大阪               | 4x100mR | 優勝     | 37秒78 (3走)    | 今季世界最高記録            |
| 2008 | オリンピック                        | 北京               | 100m    | 準決勝   | 10秒05 (+0.3)   | 全体9位タイ                 |
| 2008 | オリンピック                        | 北京               | 4x100mR | 予選     | DNF (4走)       |                             |
| 2009 | 世界陸上選手権                      | ベルリン           | 100m    | 2位      | 9秒71 (+0.9)    | アメリカ記録                |
| 2009 | 世界陸上選手権                      | ベルリン           | 200m    | 1次予選  | DNS             |                             |
| 2009 | ワールドアスレチックファイナル (en) | テッサロニキ       | 100m    | 優勝     | 9秒88 (-0.2)    |                             |
| 2010 | コンチネンタルカップ (en)           | スプリト           | 4x100mR | 優勝     | 38秒25 (3走)    | アメリカ大陸代表混成チーム  |
| 2012 | オリンピック                        | ロンドン           | 100m    | 4位      | 9秒80 (+1.5)    | ドーピング                  |
| 2012 | オリンピック                        | ロンドン           | 4x100mR | 2位 失格 | 37秒04 (3走) DQ | アメリカ記録 ドーピング処分 |
| 2015 | 世界リレー (en)                     | ナッソー           | 4x100mR | 優勝     | 37秒38 (3走)    | 大会記録                    |
| 2015 | 世界陸上選手権                      | 北京               | 100m    | 6位      | 10秒00 (-0.5)   |                             |
| 2015 | 世界陸上選手権                      | 北京               | 4x100mR | 決勝     | DQ (3走)        |                             |
| 2016 | オリンピック                        | リオデジャネイロ   | 4x100mR | 決勝     | DQ (3走)        |                             |